# Gare de Pontoise
Pour les articles homonymes, voir Pontoise (homonymie).
La gare de Pontoise est une gare ferroviaire française de la ligne de Saint-Denis à Dieppe et de la ligne d'Achères à Pontoise, située en contrebas au sud du centre-ville dans la vallée de la Viosne sur le territoire de la commune de Pontoise dans le département du Val-d'Oise en région Île-de-France.
Elle est mise en service en 1863. Auparavant, à partir de 1846, Pontoise était desservi par la gare de Saint-Ouen-l'Aumône-les-Pontoise (devenue la gare d'Épluches).
C'est une gare SNCF desservie par les trains du réseau Transilien Paris-Nord (ligne H), Paris Saint-Lazare (ligne J) et ceux de la ligne C du RER. Elle est la destination de la ligne d'Achères à Pontoise.

## Situation ferroviaire
Établie à 28 mètres d'altitude, la gare de bifurcation de Pontoise est située au point kilométrique (PK) 29,395 de la ligne de Saint-Denis à Dieppe et au PK 28,583 de la ligne d'Achères à Pontoise.
La gare de Pontoise, du point de vue exploitation, comprend un secteur circulation qui s'étend jusqu'à Pont-Petit (ligne Pierrelaye - Creil) avec la bifurcation télécommandée de Liesse. Les gares (au sens commercial du terme) de Chaponval (pour une voie seulement), Pont-Petit, Épluches, Saint-Ouen-l'Aumône et Pontoise sont incluses dans le secteur circulation de Pontoise.

## Histoire

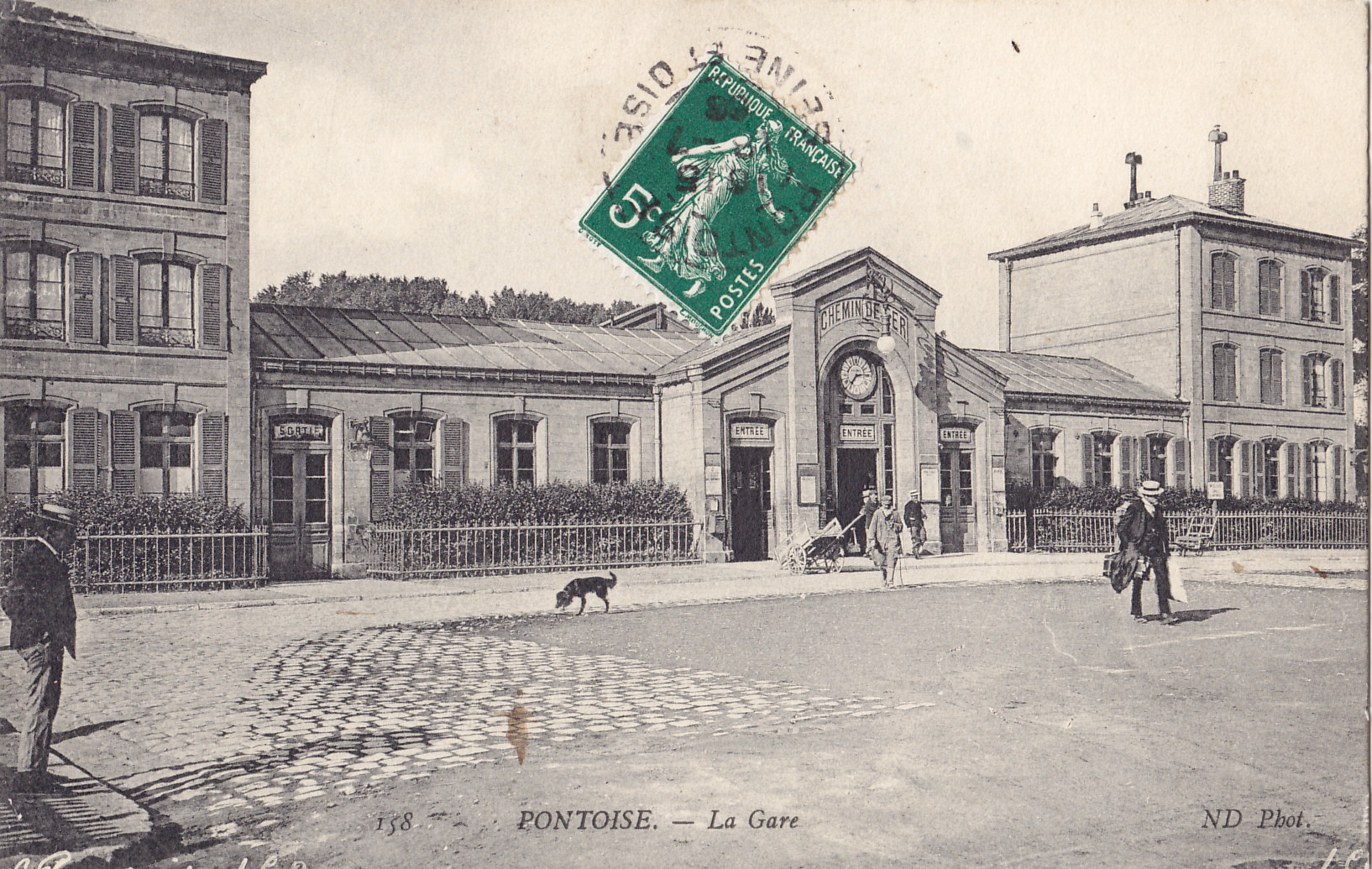
La gare de Pontoise, vers 1906.

La première « station de Pontoise », est officiellement mise en service le 21 juin 1846 par la Compagnie des chemins de fer du Nord, lorsqu'elle ouvre à l'exploitation sa ligne de Paris à Lille et Valenciennes. Elle est établie, entre les stations d'Herblay et d'Auvers, à environ 29 kilomètres de Paris. La ville compte 5 500 habitants. Des voitures, en correspondances avec le chemin de fer, desservent Magny, Gisors et Marines,.
Lorsque la compagnie du Nord décide de mettre en service une nouvelle ligne vers Dieppe, inaugurée le 1er août 1863, une nouvelle gare plus proche de Pontoise est mise en service et la première, située sur la ligne de Creil, est rebaptisée gare d'Épluches. Le bâtiment de cette nouvelle gare, dont la construction coûta 73 083 francs, est dessiné par l'architecte en chef Jules-Léon Lejeune.
À l'occasion du prolongement de la ligne C du RER à Pontoise, un poste d'aiguillage à relais à commande informatique (PRCI) a été mis en service, en différentes phases, au début 2000. L'ancien poste de technologie PRS datait de 1965, mais le bâtiment existe toujours. Le PRCI a été construit côté « avenue du Maréchal Canrobert » (sud) à l'emplacement de l'ancienne gare marchandises de la compagnie du CGB (chemin de fer de grande banlieue) qui desservait à partir de 1912 les lignes Pontoise - Sagy- Magny-en-Vexin et Pontoise - Poissy fermées en 1949. À la suite de la modification du plan de voies, les anciennes voies de débord desservant la halle marchandise et l'ex-brigade voie ont été déposées.
Le parking situé devant, ainsi que la gare routière, occupent l'emplacement de l'ancien cours de la Viosne qui traversait à cet endroit l'étang du Vert-Buisson. Le cours de la rivière fut dévié à partir de la rue Saint-Martin qui traverse le passage à niveau à l'ouest de la gare, pour permettre l'implantation des voies.

## Fréquentation
De 2015 à 2022, selon les estimations de la SNCF, la fréquentation annuelle de la gare s'élève aux nombres indiqués dans le tableau ci-dessous.
| Année     | 2015      | 2016      | 2017      | 2018      | 2019      | 2020      | 2021      | 2022      | 2023      |
| --------- | --------- | --------- | --------- | --------- | --------- | --------- | --------- | --------- | --------- |
| Voyageurs | 7 392 889 | 7 866 331 | 8 065 338 | 8 172 721 | 7 951 035 | 4 540 241 | 7 186 870 | 7 676 107 | 7 693 222 |

## Service des voyageurs

### Desserte

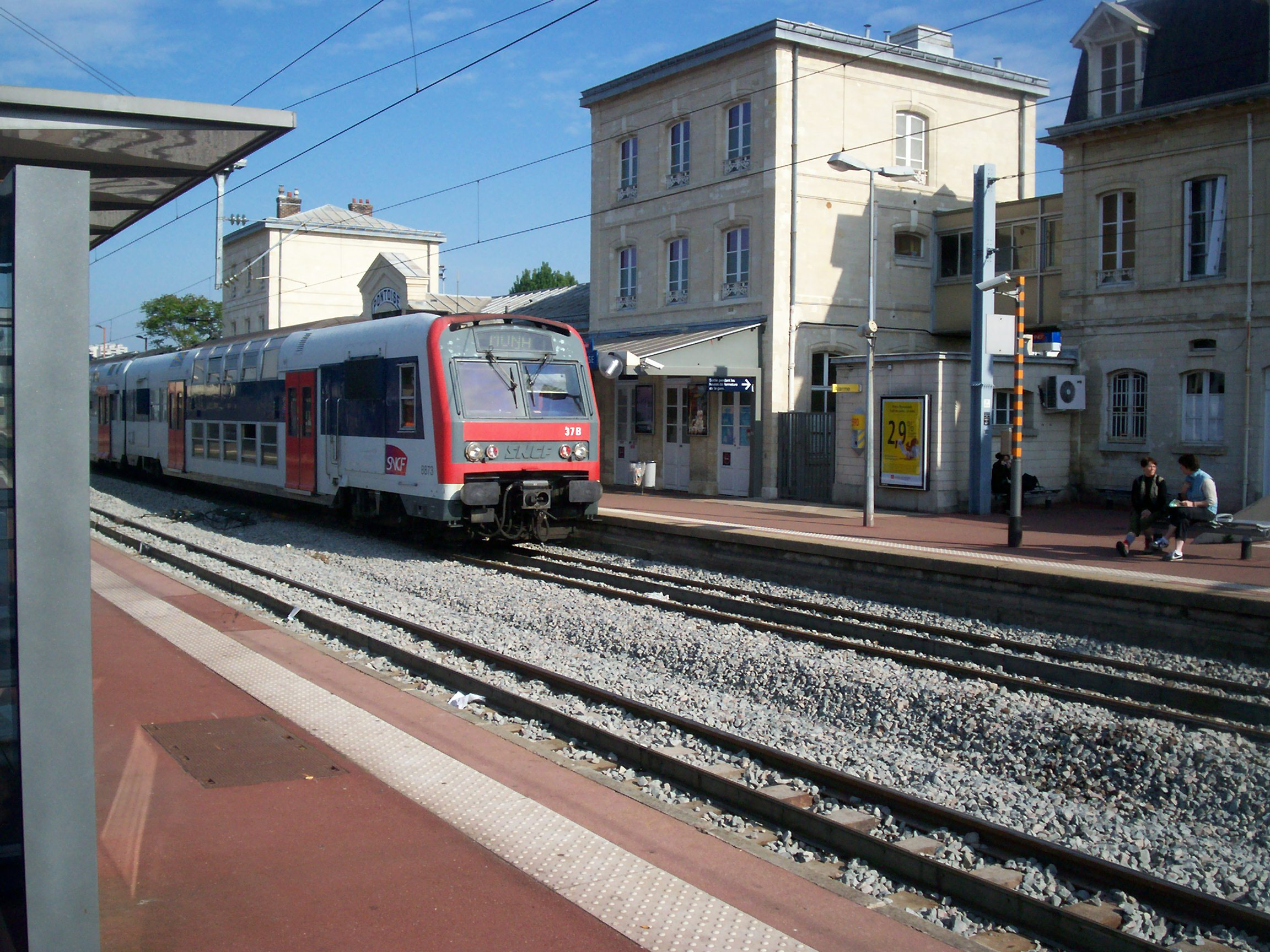
Un élément Z 8800 de la ligne C du RER stationné devant le bâtiment voyageurs.

La gare est desservie par les trains du réseau Transilien Paris-Nord (ligne H), à raison d'un train à la demi-heure en heures creuses, et d'un au quart d'heure en heures de pointe. Les trains sont généralement omnibus de Paris-Nord à Pontoise. Elle est en outre le terminus des trains de la ligne transversale Pontoise - Creil.
Elle est également desservie par les trains du Transilien Paris Saint-Lazare (ligne J), à raison d'un train à la demi-heure en heures creuses. Aux heures de pointe, six trains par heure relient Paris-Saint-Lazare à Pontoise : un omnibus d'Argenteuil à Pontoise toutes les 20 minutes, en alternance avec un train semi-direct poursuivant au-delà vers Boissy-l'Aillerie ou Gisors, également à la fréquence de 20 minutes. Aux heures creuses, la desserte est d'un train toutes les demi-heures de Paris à Boissy-l'Aillerie et d'un train toutes les deux heures continuant jusqu'à Gisors.
Enfin, la gare constitue le terminus C1 des trains de la ligne C du RER, à raison d'un train à la demi-heure aux heures creuses et d'un train au quart d'heure aux heures de pointe.
Les voies sont affectées ainsi :
- voie 11 : trains en provenance ou à destination de Creil (ligne Transilien H) (terminus) ;
- voies 12, 13 et 14 : trains en provenance ou à destination de Paris-Gare du Nord (ligne Transilien H) (terminus) ;
- voies 15 à 16 : trains en provenance ou à destination de Massy - Palaiseau, Pont-de-Rungis - Aéroport d'Orly (ligne C du RER) (terminus C1) ;
- voies 17 et 18 : trains à destination vers Paris-Saint-Lazare ; trains en provenance de Boissy-l'Aillerie ou de Gisors (ligne Transilien J) ;
- voies 19 et 20 : trains à destination de Boissy-l'Aillerie ou de Gisors ; trains en provenance de Paris-Saint-Lazare (ligne Transilien J) ;
- voies 31 et 33 (sans voyageurs) : voies de garage destinées aux rames du RER C.

### Intermodalité
Elle est équipée d'arceaux pour vélos (non couverts et non sécurisés). La passerelle reliant la gare de Pontoise à la gare routière et à la gare de Cergy-Préfecture est interdite à la circulation des vélos. Ces deux points font partie des motifs qui ont valu à la ville de Pontoise d'être nommée en 2013 au « Clou rouillé ». Elle est à proximité de l'avenue verte London-Paris qui longe l'Oise (variante via Beauvais). La liaison piétonne et cyclable entre la gare de Pontoise et Saint-Ouen-l'Aumône peut s'effectuer par la passerelle qui borde le pont ferroviaire de Pontoise (accès par ascenseur côté rive gauche actuellement [septembre 2014] condamné).
La gare est desservie par les lignes 95-04, 95-05, 95-07, 95-08, 95-12, 95-22, 95-23, 95-41, 95-48 et 95-50 du réseau de bus du Vexin, par les lignes 1201, 1206, 1223, 1229, 1230, 1233, 1235 et 1236 du réseau de bus Cergy-Pontoise Confluence, par la ligne 7802 du réseau de bus Île-de-France Ouest et, la nuit, par la ligne N150 du réseau Noctilien.
La correspondance vers Cergy-Préfecture se fait par l'une des lignes de la gare routière Canrobert avec au minimum un bus toutes les 10 min (temps de parcours de 5 min environ).

## Galerie de photographies

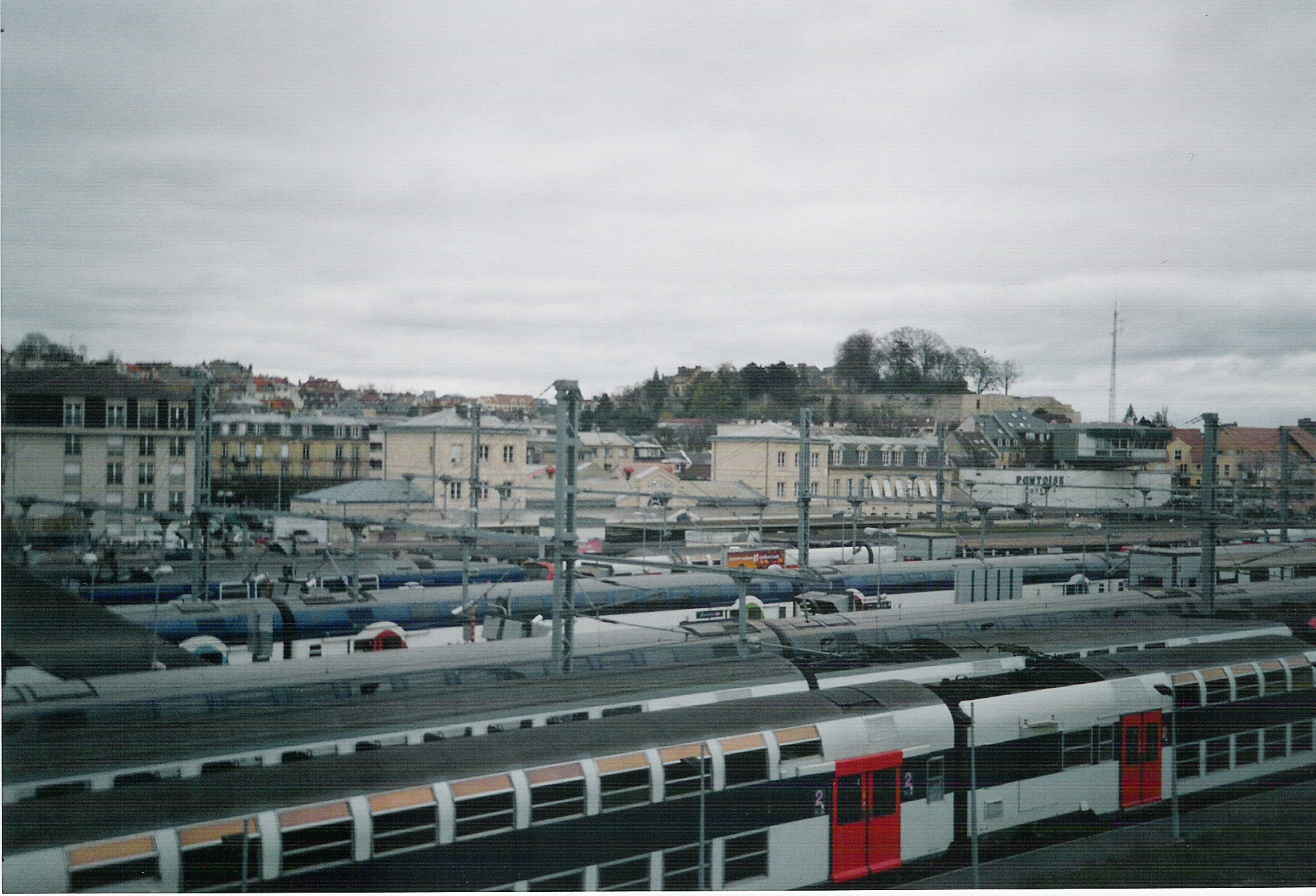
Vue générale (2006).
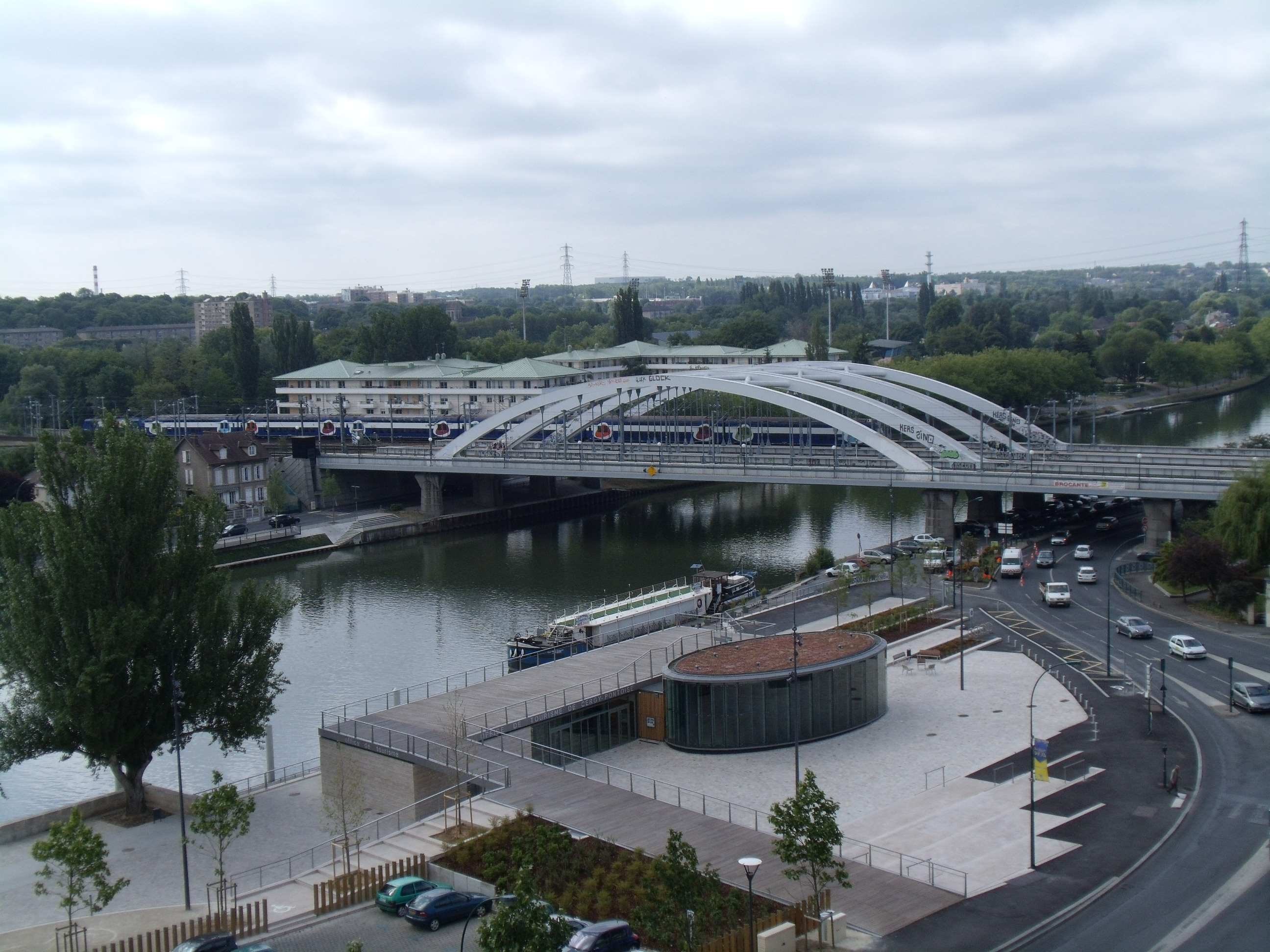
Nouveau pont sur l'Oise (1999).
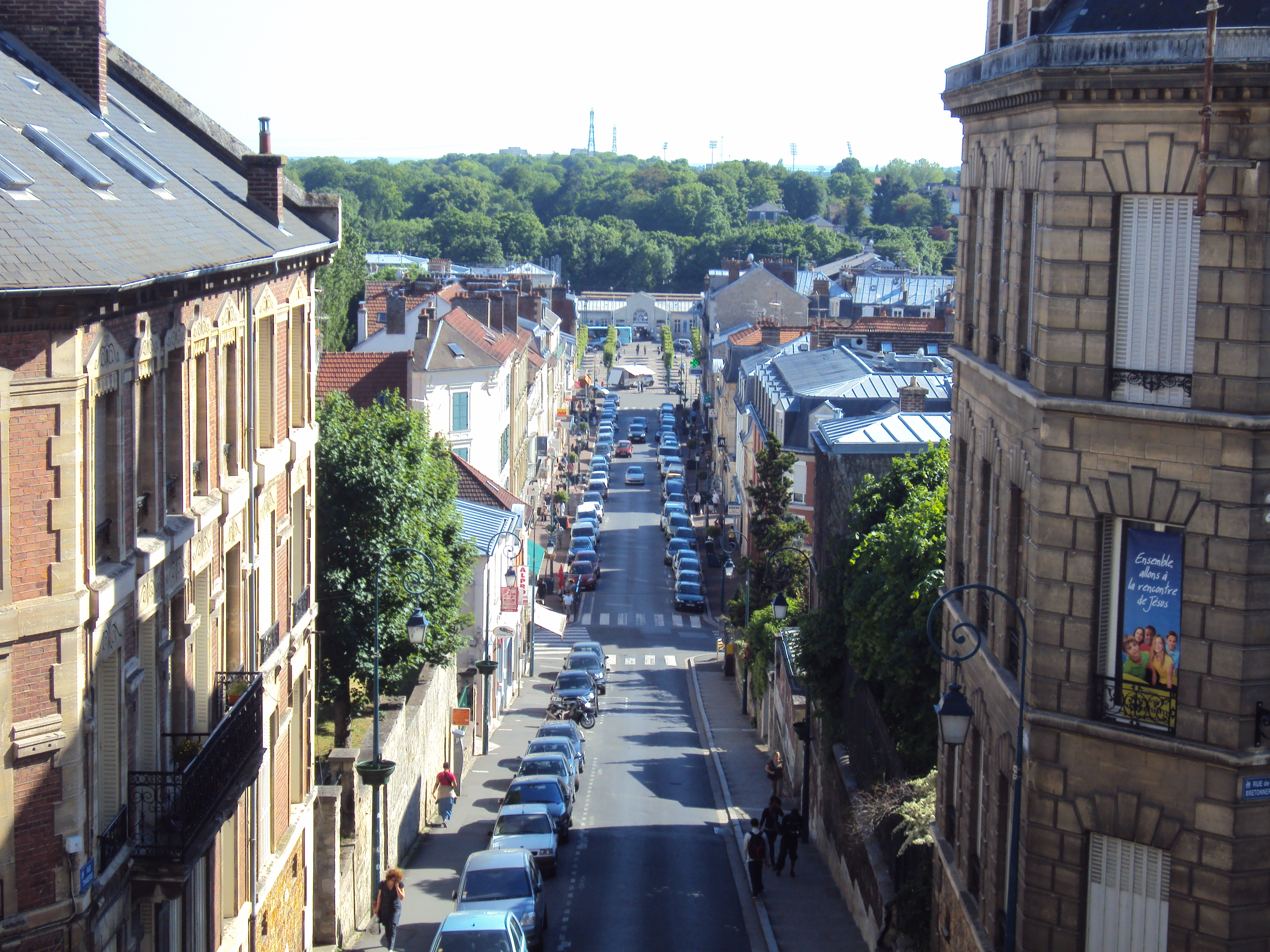
La gare vue depuis la cathédrale.
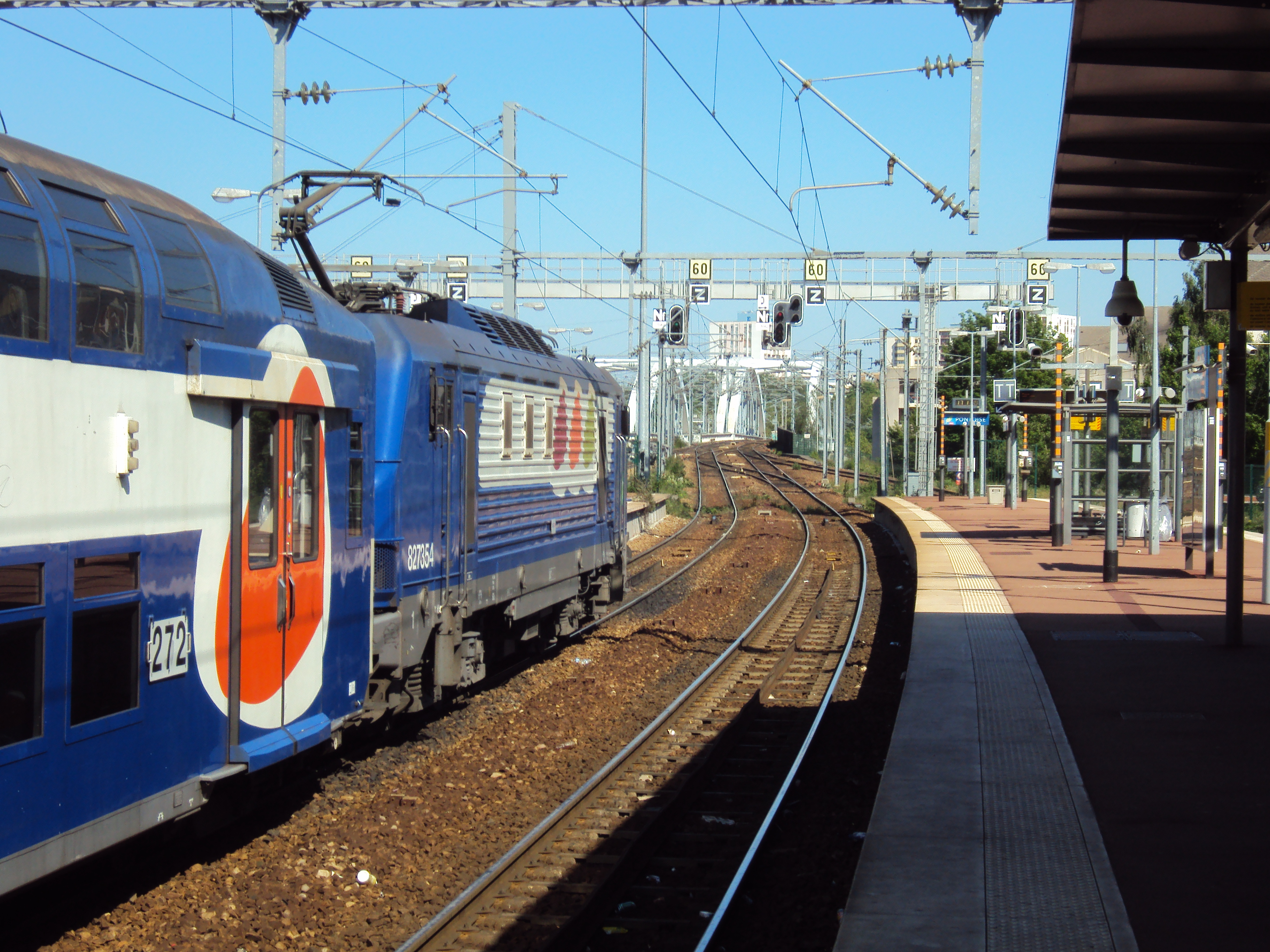
Train au départ.
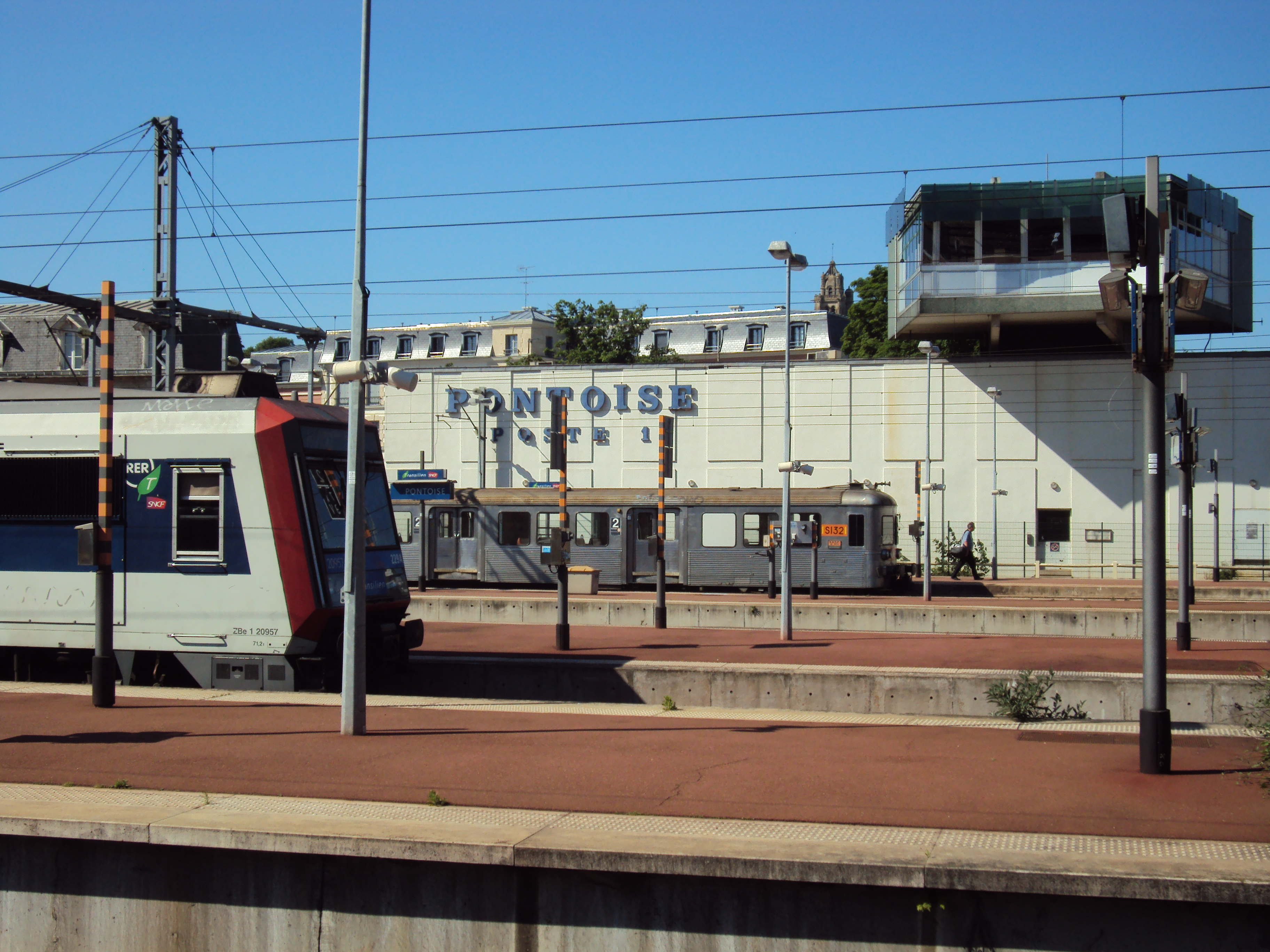
Poste d'aiguillage et trains.
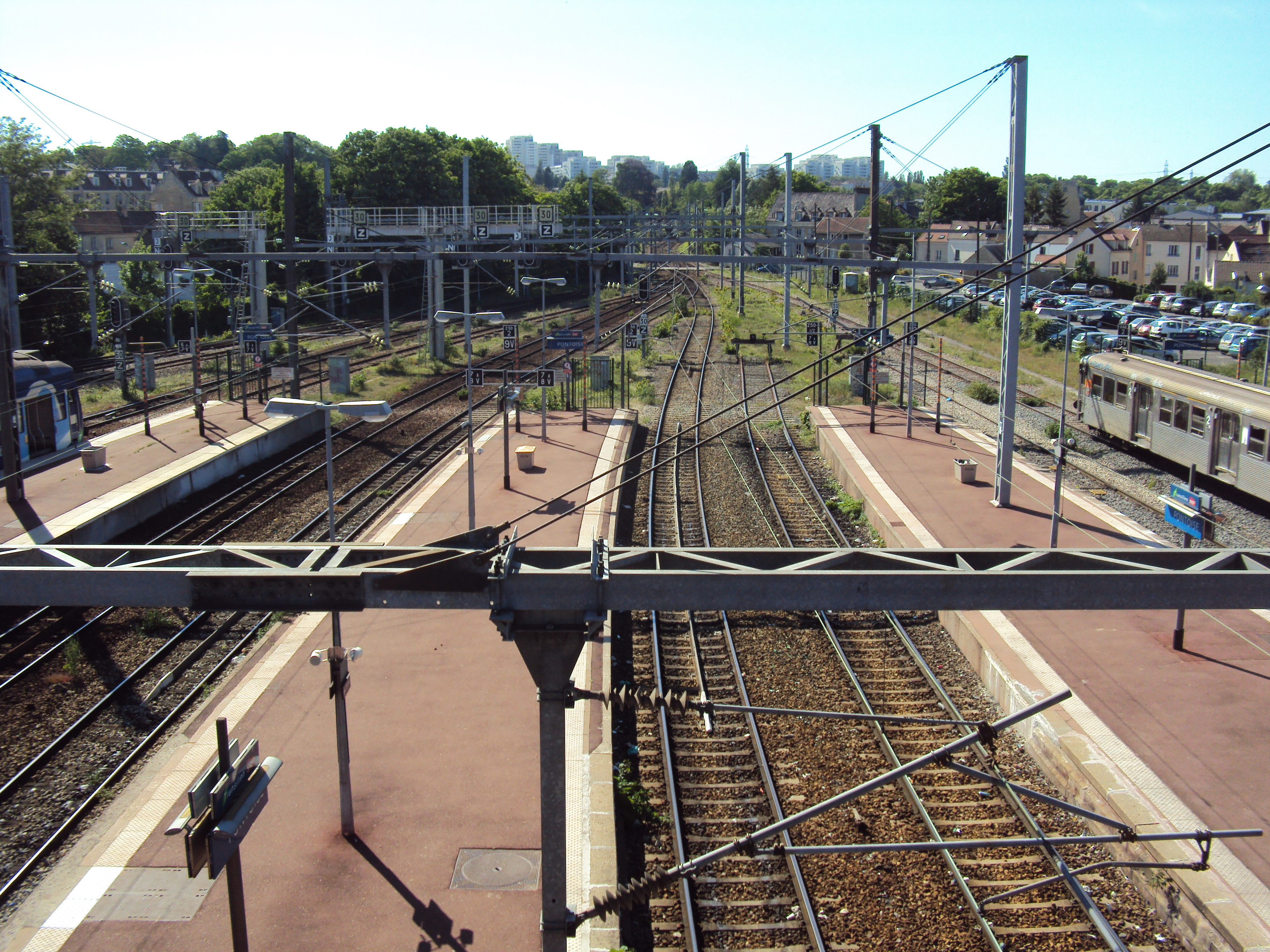
Vue en direction de Gisors.

## Projet
À l'avenir, selon le schéma directeur de la région Île-de-France (SDRIF), la gare de Pontoise sera le terminus d'une ligne de transport en commun en site propre, la reliant à celle de Cergy-Préfecture.

## Patrimoine ferroviaire
La nouvelle gare de 1863, due à l'architecte Jules-Léon Lejeune (1800-1877), correspond au plan type standard pour les gares de moyenne importance, créé vers 1859 pour les bâtiments voyageurs de la section de Saint-Denis à Creil via Chantilly. Ces nouveaux bâtiments de gare se caractérisent par une salle des guichets au centre, surmontée par un grand fronton, encadrée de chaque côté par une aile basse et un haut pavillon, de dimensions variables. À Pontoise, la façade est intégralement recouverte de pierre de taille, les bâtiments latéraux possèdent deux étages et un toit en pavillon (quatre versants) tandis que les portes et fenêtres sont coiffés d'arcs bombés.